# Moraea elliotii
Moraea elliotii är en irisväxtart som beskrevs av John Gilbert Baker. Moraea elliotii ingår i släktet Moraea och familjen irisväxter. Inga underarter finns listade i Catalogue of Life.